# 牙銀漢魚科
牙銀漢魚科，為輻鰭魚綱銀漢魚目的其中一科。中国大陆专业文献将此科译为齿突银汉鱼科。 其下僅有一屬一種，即默氏牙銀漢魚(Dentatherina merceri)。

## 分布
本魚分布於中西太平洋，包括菲律賓、印尼、澳洲东北部、所羅門群島、新喀里多尼亞等海域。

## 特徵
本魚體纖細，亞圓柱型；口小，眼大；主上顎骨末端超過眼前緣之下方；尾柄十分細小，背鰭兩枚，甚相離；第一背鰭位於腹鰭末端上方之體背，具5至8棘；第二背鰭位於體後方，具1棘及11至13軟條；臀鰭與第二背鰭對在，其起點較第二背鰭起點為前方，具1棘及13至15軟條；胸鰭高位；腹鰭前位，其基底在胸鰭在胸鰭末端下方附近。尾鰭開叉。脊椎骨40至43枚。體具小圓鱗，易脫落，具7至9鱗列，中央側一縱列具40至43枚鱗片；各鰭鰭條之分節不明顯。體銀白色或透明，體側自胸鰭基底至尾鰭具一細縱帶；胸鰭及背鰭具黑色素胞；尾鰭灰色，於基底處具2個三角形黑斑。體長不超過3公分。

## 生態
為沿岸性小魚，其最小成熟之標準體長不超過31公厘。

## 經濟利用
為海鳥及其他魚類的餌料魚。